# Katsuhiro Matsumoto
Katsuhiro Matsumoto –en japonés, 松元克央, Matsumoto Katsuhiro– (28 de febrero de 1997) es un deportista japonés que compite en natación, especialista en el estilo libre.
Ganó una medalla de plata en el Campeonato Mundial de Natación de 2019, una medalla de bronce en el Campeonato Mundial de Natación en Piscina Corta de 2018 y tres medallas de bronce en el Campeonato Pan-Pacífico de Natación de 2018.

## Palmarés internacional
| Campeonato Mundial                  | Campeonato Mundial      | Campeonato Mundial | Campeonato Mundial |
| Año                                 | Lugar                   | Medalla            | Prueba             |
| ----------------------------------- | ----------------------- | ------------------ | ------------------ |
| 2019                                | Gwangju (Corea del Sur) | Medalla de plata   | 200 m libre        |
| Campeonato Mundial en Piscina Corta |                         |                    |                    |
| Año                                 | Lugar                   | Medalla            | Prueba             |
| 2016                                | Windsor (Canadá)        | Medalla de bronce  | 4 × 200 m libre    |
| Campeonato Pan-Pacífico             |                         |                    |                    |
| Año                                 | Lugar                   | Medalla            | Prueba             |
| 2018                                | Tokio (Japón)           | Medalla de bronce  | 200 m libre        |
| 2018                                | Tokio (Japón)           | Medalla de bronce  | 4 × 100 m libre    |
| 2018                                | Tokio (Japón)           | Medalla de bronce  | 4 × 200 m libre    |